# Сходненский тупик
Схо́дненский тупи́к — улица в районе Покровское-Стрешнево Северо-Западного административного округа города Москвы. Проходит от Волоколамского шоссе до Сходненского деривационного канала.

## Название
Первоначально это Заводская улица, проходящая вдоль границы территории завода «Красный Октябрь». Переименована в 1964 году по расположению вблизи реке Сходня.

## Описание
Сходненский тупик отходит от Волоколамского шоссе недалеко от реки Сходня и проходит на север параллельно Волоколамскому проезду. После примыкания проезда Стратонавтов справа тупик пересекает Рижское направление Московской железной дороги севернее платформы Тушинская. За железнодорожными путями улица поворачивает на северо-запад и проходит до Сходненской ГЭС.

## Здания и сооружения
По нечётной стороне:
По чётной стороне:
- № 4 — Единый информационный центр детских товаров «KiddyPages»; Общероссийская общественная организация инвалидов «Помощь и милосердие»;
- № 6, строение 1 — МСЧ № 60 Управления здравоохранения Северо-Западного административного округа.

## Транспорт

### Наземный транспорт
По улице не проходят маршруты наземного общественного транспорта. У южного конца улицы, на Волоколамском шоссе, расположена остановка «Сходненский тупик» автобусов № 88, 210, 356, 540, 541, 542, 542п, 549, 568, 575, 614, 631, 640, 741, 741к, 856.

### Метро
- Станция метро «Тушинская» Таганско-Краснопресненской линии — восточнее улицы, на проезде Стратонавтов.

### Железнодорожный транспорт
- Станция Тушино Рижского направления Московской железной дороги — восточнее улицы, между проездом Стратонавтов и Тушинской улицей.